# Syngnathidae
Los signátidos (Syngnathidae, del griego clasico συν- (sun-), "junto", y γνάθος (gnáthos), "mandibula") son una familia de peces que incluye al caballito de mar, al pez pipa (subfamilia Syngnathinae) y  a los dragones de agua, compuestos del dragón de mar común (Phyllopteryx taeniolatus) y al dragón de mar foliado (Phycodurus eques). 
Los peces de esta familia tienen una característica única, en la que las hembras ponen sus huevos en una cavidad del tórax del macho, y luego este los fecunda y los incuba.
Syngnathidae es una palabra de origen griego que significa "mandíbulas unidas". 
Su cuerpo largo está cubierto de placas óseas, que enlazadas terminan con una estructura cuadrangular en la cola. Su cabeza es alargada y tienen una especie de hocico tubular con una boca desprovista de dientes. La rigidez de su cuerpo evita que naden como los demás peces, y el desplazamiento lo realizan en posición erguida con la ayuda de una aleta dorsal. Aunque su nadar es lento, se defienden de los depredadores por su capacidad de camuflaje. Muchas de las especies están en peligro de extinción, debido a su comercialización, tanto para la medicina oriental, como para la industria turística.

## Clasificación
El Registro Mundial de Especies Marinas y FishBase reconocen los siguientes géneros, agrupados en dos subfamilias:
- Subfamilia Hippocampinae
  - Hippocampus (caballitos de mar)
  - Histiogamphelus
- Subfamilia Syngnathinae (peces pipa)
  - Acentronura Kaup, 1953
  - Amphelikturus Parr, 1930
  - Anarchopterus Hubbs, 1935
  - Apterygocampus Weber, 1993
  - Bhanotia Hora, 1926
  - Bryx Herald, 1940
  - Bulbonaricus Herald in Schultz, Herald, Lachner, Welander and Woods, 1953
  - Campichthys Whitley, 1931
  - Choeroichthys Kaup, 1856
  - Corythoichthys Kaup, 1853
  - Cosmocampus Dawson, 1979
  - Doryichthys Kaup, 1953
  - Doryrhamphus Kaup, 1856
  - Dunckerocampus Whitley, 1933
  - Enneacampus Dawson, 1981
  - Entelurus Duméril, 1870
  - Festucalex Whitley, 1991
  - Filicampus Whitley, 1948
  - Halicampus Kaup, 1856
  - Haliichthys Gray, 1859
  - Heraldia Paxton, 1975
  - Hippichthys Bleeker, 1849 -- peces tubo de río
  - Histiogamphelus McCulloch, 1914
  - Hypselognathus Whitley, 1948
  - Ichthyocampus Kaup, 1853
  - Idiotropiscis Whitley, 1947
  - Kaupus Whitley, 1971
  - Kimblaeus Dawson, 1980
  - Kyonemichthys Gomon, 2007
  - Leptoichthys Kaup, 1853
  - Leptonotus Kaup, 1853
  - Lissocampus Waite and Hale, 1921
  - Lophocampus Dawson, 1984
  - Maroubra Whitley, 1948
  - Micrognathus Duncker, 1912
  - Microphis Kaup, 1853 -- peces tubo de agua dulce
  - Minyichthys Herald and Randall, 1972
  - Mitotichthys Whitley, 1948
  - Nannocampus Günther, 1877
  - Nerophis Rafinesque, 1810
  - Notiocampus Dawson, 1979
  - Penetopteryx Lunel, 1881
  - Phoxocampus Dawson, 1977
  - Phycodurus Gill, 1896 -- dragones marinos frondosos
  - Phyllopteryx Swainson, 1939
  - Pseudophallus Herald, 1940 -- peces tubo fluviales
  - Pugnaso Whitley, 1948
  - Siokunichthys Herald in Schultz, Herald, Lachner, Welander and Woods, 1953
  - Solegnathus Swainson, 1839
  - Stigmatopora Kaup, 1853
  - Stipecampus Whitley, 1948
  - Syngnathoides Bleeker, 1851
  - Syngnathus Linnaeus, 1758 -- peces tubo
  - Trachyrhamphus Kaup, 1853
  - Urocampus Günther, 1870
  - Vanacampus Whitley, 1951